# 1971年克拉斯诺达尔公共汽车爆炸案
克拉斯诺达尔公交车爆炸案（俄語：Взрыв автобуса в Краснодаре）是1971年6月14日在克拉斯诺达尔发生的公交车爆炸事件，精神病患者彼得·沃伦斯基使用一个自制炸弹，在油箱附近发生爆炸并引燃燃料，死亡10人，另有20至90人在爆炸中受伤。

## 炸弹袭击
上午8:20左右，沃伦斯基携带着手提箱炸弹登上公交车，并把炸弹放置在油箱附近。在公交车驶离车站后，他向司机声称自己身体不适，要求立即下车（另一版本中，他在下一站下车）。
爆炸发生在8:30左右，当时公交车开到屠格涅夫街。据传，爆炸把公交车掀到空中，五人当场死亡，另有五人随后在医院死亡，并有多人受伤。 炸弹内部装满的钢珠、钉和轴承击中了公交车的油箱，并引发了大火。未受重伤的司机试图打开堵住的车门并打碎窗户，但是受重伤的乘客无法离开车厢，并被烧死。幸存的乘客称，他们看到一个戴着帽子的男人提着一个黑色大型手提箱，另外，在找到的零件之中有一项是灭火器的一部分。

## 后续
在爆炸发生两天后，克格勃特工找到了沃伦斯基。他們在他的公寓发现了煤气罐、一个箱子、火药、拆卸过的轴承和镍铬合金线，爆炸威力足以摧毁一座五层高的楼房。另外还发现一张拿破仑的肖像，刻有“我可以做任何事情”。 沃伦斯基仔细计算过制造爆炸装置的成本，调查人员发现，他仅花了40卢布制造这个炸弹。审讯中，沃伦斯基被问到什么促使他犯罪，他简单地说：“我讨厌人类。”
在法医精神科医生检查中，沃伦斯基被断定为精神失常。按照法院的判决，他被送到位于克拉斯诺达尔边疆区諾維的一所封闭式精神病医院强制接受治疗，2015年时仍被收容于该医院。有报道称2019年时他已经去世。